# Numération égyptienne
 (octobre 2013).
Si vous disposez d'ouvrages ou d'articles de référence ou si vous connaissez des sites web de qualité traitant du thème abordé ici, merci de compléter l'article en donnant les références utiles à sa vérifiabilité et en les liant à la section « Notes et références ».
Le système de numération égyptien antique a été utilisé dans l'Égypte antique d'environ 3000 av. J.-C. jusqu'au début du premier millénaire après J.-C. Il consistait en un système de numération décimal, mais dans lequel zéro n'existait pas. Chaque ordre de grandeur (unités, dizaines, centaines, etc.) possédait un signe répété le nombre de fois nécessaire. Autrement dit, il s'agit d'un système additif et non pas d'un système de position.

## Nombres
Les hiéroglyphes suivants étaient utilisés pour désigner les puissances de dix :
| Valeur    | Signe hiéroglyphique | Signe hiératique | Appellation    | Transcription |
| --------- | -------------------- | ---------------- | -------------- | ------------- |
| 1         |                      |                  | bâton          | wˁ            |
| 10        |                      |                  | anse de panier | mḏ            |
| 100       |                      |                  | corde enroulée | šnt           |
| 1 000     |                      |                  | fleur de lotus | ḫȝ            |
| 10 000    |                      |                  | doigt          | ḏbȝ           |
| 100 000   |                      |                  | têtard         | ḥfn           |
| 1 000 000 |                      |                  | Heh            | Ḥḥ            |

Les deux derniers signes du têtard et du dieu Heh peuvent également être utilisés pour signifier « un grand nombre » sans notion quantitative spécifique.

## L’écriture des nombres
Quand les nombres sont écrits en hiéroglyphes — c'est le cas par exemple lorsqu'ils sont gravés sur les parois des temples ou monuments — les nombres se notent donc par la répétition de signes figurant les différentes puissances de 10 nécessaires qui se regroupent par ordres de grandeur (unités, dizaines, centaines, etc.). Pour des questions esthétiques et d'occupation d'espace, les signes peuvent être superposés ou non mais ce n'est pas une règle, certains signes hiéroglyphiques étant plus long ou moins long que d'autres.
Par exemple le nombre 1 527 se note :
| M12 | V1 · V1 · V1 · V1 · V1 | V20 · V20 | Z1 · Z1 · Z1 · Z1 · Z1 · Z1 · Z1 |
Par exemple, le nombre 203 se note par juxtaposition des 2 signes figurant le nombre 100 et des 3 signes figurant l’unité, l’absence de dizaine se traduisant par l’absence de signes figurant le nombre 10 :
| V1 · V1 | Z1 · Z1 · Z1 |

## Les noms des nombres
En général les Égyptiens écrivaient leurs nombres en formes de chiffres à toutes les époques. En  conséquence on ignore comment étaient prononcés la plupart des nombres ; néanmoins les petits nombres, de un à dix, se trouvent écrits phonétiquement de temps en temps, surtout à la période de l'Ancien Empire. On peut donc savoir que les nombres de 1 à 9 s'écrivent de la façon suivante :
| Z1 |

| Z1 |

| T21 · a |

| T21 · a |

| Z1 · Z1 |

| Z1 · Z1 |

| T22 |

| T22 |

| Z1 · Z1 · Z1 |

| Z1 · Z1 · Z1 |

| Aa1 · D52 | X1 |

| Aa1 · D52 | X1 |

| Z1 · Z1 · Z1 · Z1 |

| Z1 · Z1 · Z1 · Z1 |

| I9 · D46 |

| I9 · D46 |

| Z1 · Z1 · Z1 · Z1 · Z1 |

| Z1 · Z1 · Z1 · Z1 · Z1 |

| D46 |

| D46 |

| Z1 · Z1 · Z1 · Z1 · Z1 · Z1 |

| Z1 · Z1 · Z1 · Z1 · Z1 · Z1 |

| S29 | M17 | S29 |

| S29 | M17 | S29 |

| Z1 · Z1 · Z1 · Z1 · Z1 · Z1 · Z1 |

| Z1 · Z1 · Z1 · Z1 · Z1 · Z1 · Z1 |

| S29 | I9 · Aa1 |

| S29 | I9 · Aa1 |

| Z1 · Z1 · Z1 · Z1 · Z1 · Z1 · Z1 · Z1 |

| Z1 · Z1 · Z1 · Z1 · Z1 · Z1 · Z1 · Z1 |

| Aa1 | Y5 · N35 |

| Aa1 | Y5 · N35 |

| Z1 · Z1 · Z1 · Z1 · Z1 · Z1 · Z1 · Z1 · Z1 |

| Z1 · Z1 · Z1 · Z1 · Z1 · Z1 · Z1 · Z1 · Z1 |

| Q3 | S29 | I10 |

| Q3 | S29 | I10 |

Les nombres entre 1 et 10 s'accordant avec le genre du nom quantifié, on donne juste la racine dans la colonne du nom et « racine– (terminaison masculine / terminaison féminine) »  dans la colonne de transcription.